# Hydraena hortensis
Hydraena hortensis är en skalbaggsart som beskrevs av Manfred A. Jäch och Díaz 2000. Hydraena hortensis ingår i släktet Hydraena och familjen vattenbrynsbaggar. Inga underarter finns listade i Catalogue of Life.